# Turbanella ambronensis
Turbanella ambronensis is een buikharige uit de familie Turbanellidae. Het dier komt uit het geslacht Turbanella. Turbanella ambronensis werd in 1943 voor het eerst wetenschappelijk beschreven door Remane. 